# Ali Razmara

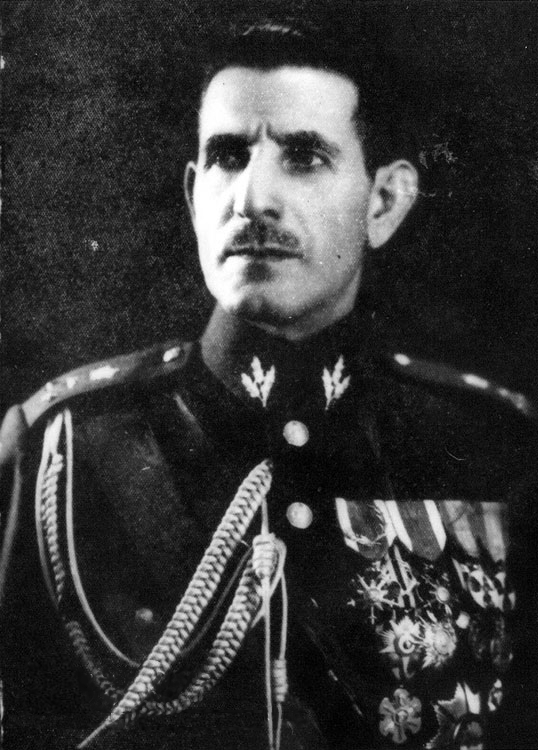

Ali Razmara (1893 - 7 maart 1951), was een Iraans generaal en politicus.
Razmara werd opgeleid aan de militaire academie van Saint-Cyr in Frankrijk. Nadien bekleedde hij posten in het Perzische leger. In 1946 onderdrukte hij met harde hand de afscheidingsbewegingen in Mahabad (Koerdische Republiek) en in Iraans-Azerbeidzjan. Daarna was hij chef-staf van het leger.
In juni 1950 werd generaal Razmara door sjah Mohammed Reza Pahlavi tot premier benoemd. In die functie keerde hij zich tegen de nationalisatie van de olie-industrie en raakte hierdoor in conflict met de nationalisten van onder andere dr. Mohammed Mossadeq en de oligarchie en grootgrondbezitters.
Op 7 maart 1951 werd hij tijdens een gebedsdienst in een moskee vermoord door een lid van de fundamentalistische moslimorganisatie Fedayan I-Islam (Zij die zich Opofferen voor de Islam).
Na een kort interim van Hossein Ali werd dr. Mohammed Mossadeq in april 1951 premier.
- Gemeinsame Normdatei: 1060329271
- International Standard Name Identifier: 0000 0003 5736 9442
- Système universitaire de documentation: 11935831X
- Virtual International Authority File: 195087969
- WorldCat: E39PBJrcmTVKtKC3FKvMpt69Xd